# 21-Hydroxylase
 (mars 2020).
Si vous disposez d'ouvrages ou d'articles de référence ou si vous connaissez des sites web de qualité traitant du thème abordé ici, merci de compléter l'article en donnant les références utiles à sa vérifiabilité et en les liant à la section « Notes et références ».
21-hydroxylase est une enzyme impliquée dans la synthèse de désoxycorticostérone à partir de la progestérone.
Cette enzyme est déficitaire dans l'hyperplasie congénitale des surrénales ou bloc 21-hydroxylase, entrainant un défaut de synthèse de cortisol.